# 2099 Öpik
2099 Öpik este un asteroid din centura principală, descoperit pe 8 noiembrie 1977 de Eleanor Helin.